# シーロ・アレグリア
シーロ・アレグリア・バサン（スペイン語:Ciro Alegría Bazán、1909年11月4日 - 1967年2月17日）は、ペルーラ・リベルタ県出身の小説家、ジャーナリスト、政治家。
代表作にインディヘニスモ小説の『黄金の蛇』、『飢えた犬』、『広い、無縁の世界』がある。

## 生涯
1909年11月4日、ペルーのラ・リベルタ県に生まれ、少年時代よりアメリカ州の先住民族やインディオに関心を示していた。その後、トルヒーヨ国立大学で学び、地方紙のジャーナリストとして原住民の貧困さを書いた。
1930年はアメリカ革命人民同盟に加わるものの反政府運動を行い幾度か投獄された。
1934年、ついには国外追放を余儀なくされチリに亡命。翌年の1935年、亡命先のチリでインディオに関する小説『黄金の蛇（La serpiente de oro）』を著す。
1948年までアメリカに渡り、プエルトリコ大学で教鞭を執った。
1957年、ペルーに帰国。後にペルーの大統領となるフェルナンド・ベラウンデ・テリーの政党、人民行動党 (ペルー)に入党し、1963年に代議院の国会議員を務めた。
1967年2月17日、リマで亡くなる。

## 作品
アレグリアの作風は主にマラニョン川やアンデスに住むインディオの生活を書いたスタイルである。
- 『黄金の蛇（La serpiente de oro）』
- 『飢えた犬（Los perros hambrientos）』
- 『広い、無縁の世界（El mundo es ancho y ajeno）』
- 『Duelo de caballeros』
- 『La leyenda del nopal』
- 『Las aventuras de Machu Picchu』